# Racoș (okręg Braszów)
Racoș (węg. Alsórákos) – wieś w Rumunii, w okręgu Braszów, w gminie Racoș. W 2011 roku liczyła 2856 mieszkańców.